# Crisanto (vigário)

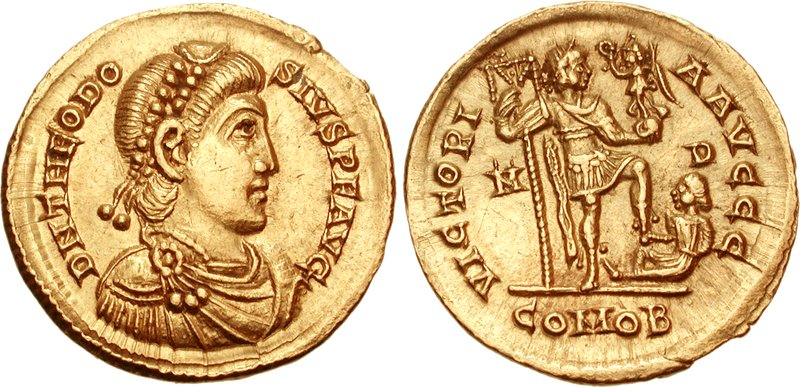
Soldo de Teodósio r.

Crisanto (em latim: Chrysanthus) foi um oficial romano do século IV ativo durante o reinado do imperador Teodósio I (r. 378–395).

## Vida
Crisanto era filho do bispo Marciano. Ainda jovem, ocupou um ofício palatino em Constantinopla e sob Teodósio foi feito governador consular de uma província na Itália (em 389/395). Depois foi nomeado vigário da Britânia. Já idoso, voltou para Constantinopla, onde esperava tornar-se prefeito urbano, mas foi compelido a tornar-se bispo dos novacianos da cidade em sucessão de Sisínio. Ocupou a posição de bispo por sete anos (412–419) e ao morrer em 26 de agosto foi sucedido por Paulo.